# Dušan Senčar
Dušan Senčar, slovenski odvetnik in smučarski organizator, * 1925, Celje, Mariborska oblast, Kraljevina SHS, † 2003, ?

## Odlikovanja in nagrade
Leta 2002 je prejel srebrni častni znak svobode Republike Slovenije z naslednjo utemeljitvijo: »za izjemne zasluge pri razvoju smučarskega športa, posebej še za organizacijo svetovno odmevnih tekmovanj v alpskem smučanju za Zlato lisico«.